# Cixius trirhacoides
Cixius trirhacoides är en insektsart som beskrevs av Adolf Remane och Holzinger 1998. Cixius trirhacoides ingår i släktet Cixius och familjen kilstritar.
Artens utbredningsområde är Spanien. Inga underarter finns listade i Catalogue of Life.